# La Jolla

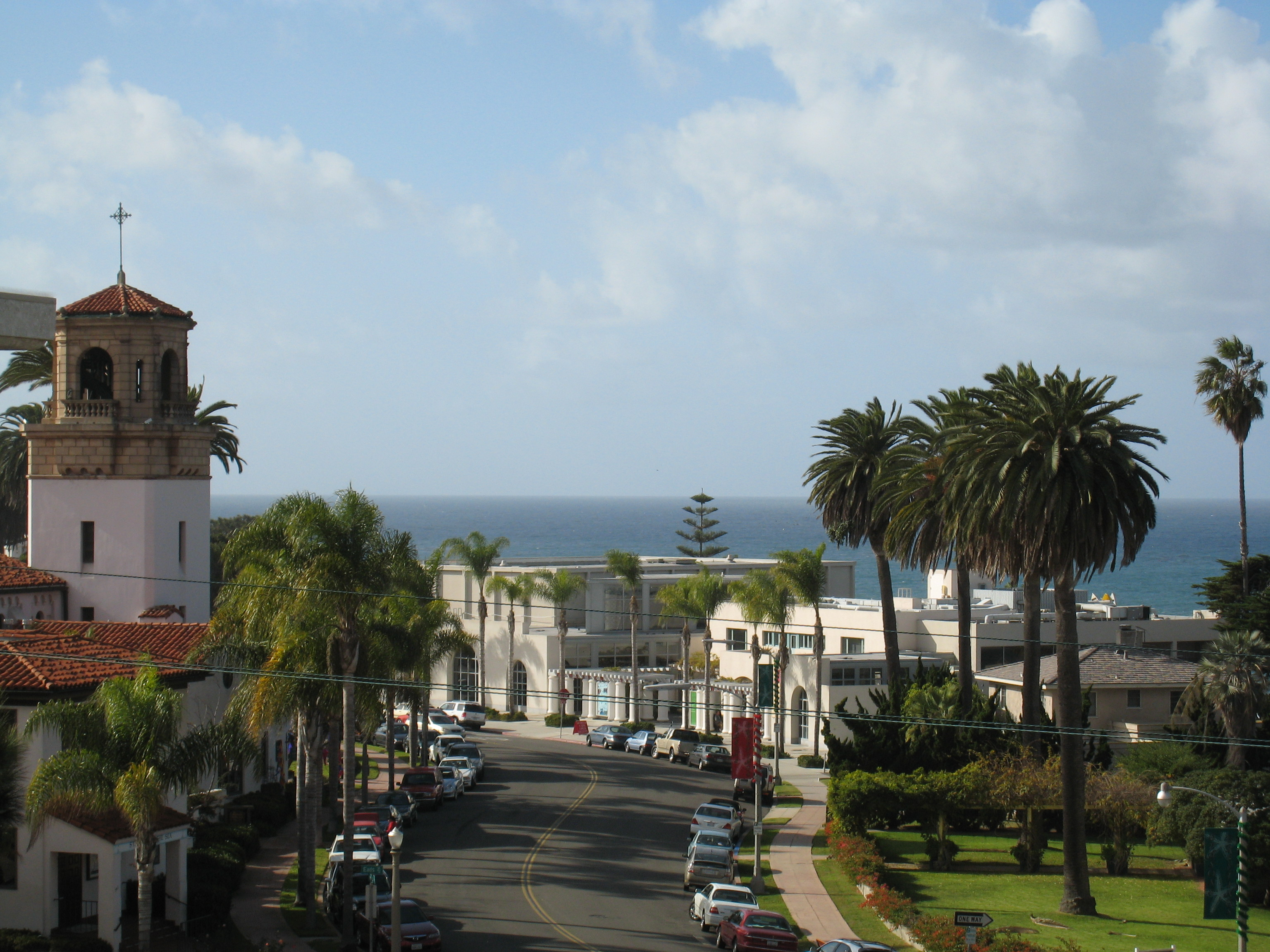
Ulica w La Jolla

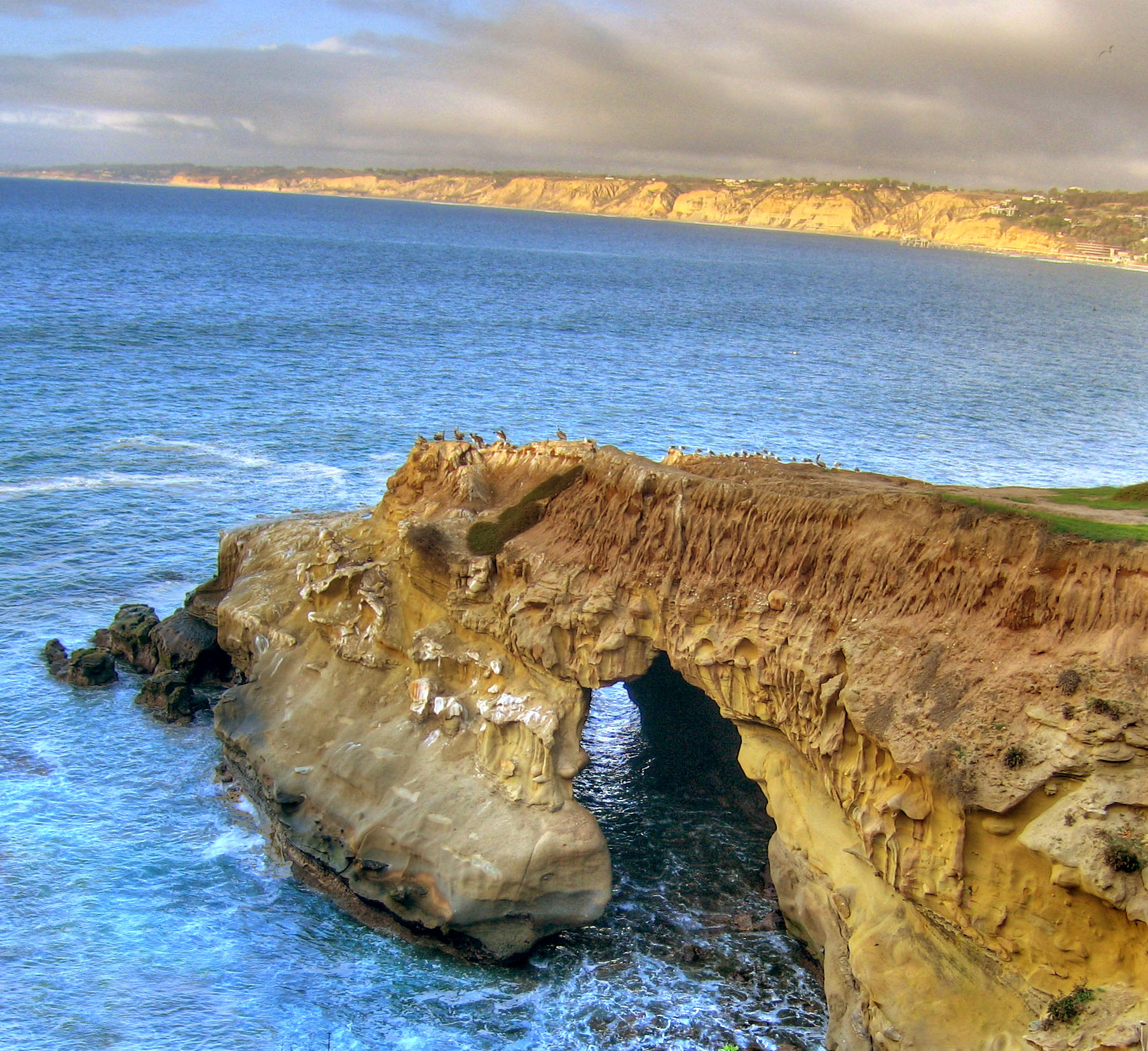
Wybrzeże La Jolla

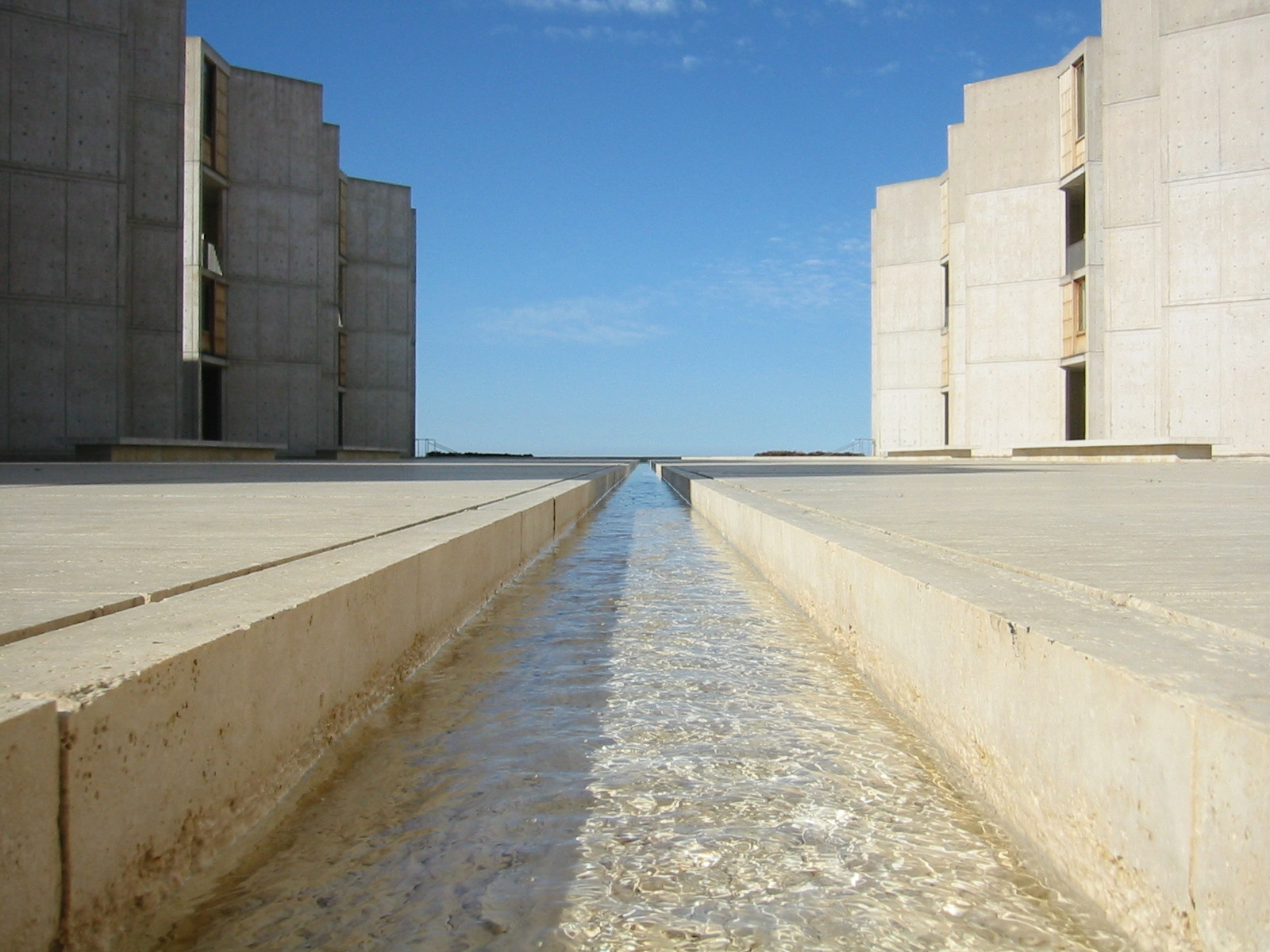
Instytut Salka w La Jolla

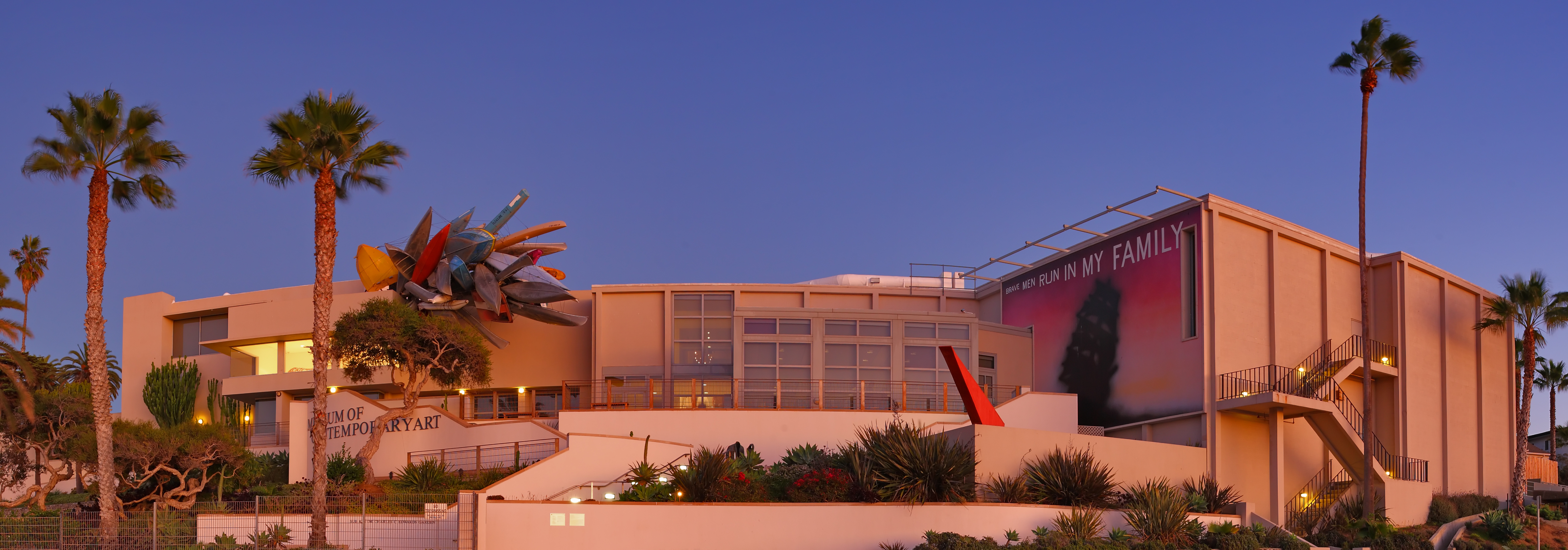
Museum of Contemporary Art – filia w La Jolla

La Jolla (wymowa /ləˈhɔɪ.ə/ lə-HOY-ə) – dzielnica San Diego, drugiego co do wielkości miasta w stanie Kalifornia. Znana głównie jako elegancki kurort oraz siedziba uniwersytetu, instytutów naukowych i centrum finansowego. Nazwa La Jolla pochodzi od hiszpańskiego słowa „la joya” – klejnot.

## Położenie i demografia
La Jolla leży nad Pacyfikiem, od południa graniczy z dzielnicą Pacific Beach, od północy z luksusową miejscowością Del Mar, a jej wschodnią granicę wyznacza rejon Uniwersytet Kalifornijski w San Diego. Populacja La Jolla liczy ok. 42 tys. mieszkańców, mediana dochodu na gospodarstwo domowe wynosi tu 80,901 tys. dol. rocznie, 67 proc. mieszkańców skończyło studia wyższe. Mieszkańcy La Jolla posługują się odrębnym od reszty San Diego kodem pocztowym 92037. Według amerykańskiego magazynu „Forbes” przeciętna cena domu z tym kodem to 1 634 234 dol., co plasuje okolicę na liście stu najdroższych miejsc w USA.

## Atrakcje
La Jolla znana jest przede wszystkim ze skalistych wybrzeży i plaż (najbardziej znane to Children’s Pool Beach położona przy historycznym centrum La Jolla, Black’s Beach – plaża nudystów i uważana za dobre miejsce do surfingu Windansea Beach) oraz rezerwatów przyrody: podwodnego La Jolla Underwater Park i Torrey Pines Reserve. Charakter kurortu La Jolla zyskała też dzięki charakterystycznej malowniczej zabudowie z końca XIX wieku. W historycznym centrum La Jolla znajduje się wiele sklepów, kawiarni i restauracji. W 1941 roku powstała tam też filia Museum of Contemporary Art San Diego – w budynku położonym na wybrzeżu, wcześniej służącym za rezydencję fundatorce Ellen Browning Scripps. W 2008 roku w La Jolla odbywały się zawody golfowe US Open

## Nauka i gospodarka
W latach 60. XX wieku w La Jolla powstał Uniwersytet Kalifornijski w San Diego, dzięki czemu okolica zaczęła się rozwijać jako centrum przemysłu medycznego, farmaceutycznego i biotechnologicznego. Dziś swoje siedziby ma tam wiele instytutów i przedsiębiorstw, m.in. The Scripps Research Institute, Instytut Salka, Burnham Institute, Synthetic Genomics, Scripps Institution of Oceanography. W najnowszej części La Jolla znajduje się też centrum finansowe.

## Mieszkańcy
Wśród mieszkańców La Jolla są artyści, przedsiębiorcy i naukowcy m.in.: Raquel Welch, aktorka, Margaret Anne Cargill, bizneswoman znana z działalności charytatywnej, Deepak Chopra, filozof, astronom Geoffrey Burbidge, Francis Crick, laureat Nagrody Nobla za badania nad DNA, Clive Granger, laureat Nagrody Nobla z ekonomii, Kary Mullis, laureat Nagrody Nobla z chemii i surfer, Walter Heinrich Munk, oceanograf, Barry Sharpless, laureat Nagrody Nobla z chemii, Craig Venter, James Maslow – piosenkarz, Anne Rice, pisarka.
5 kwietnia 1916 urodził się tutaj Gregory Peck, amerykański aktor, zdobywca Oscara. Raymond Chandler mieszkał tu w latach 1946–1959 i opisał La Jolla w powieści Playback (jako Esmeralda).